# Tvåfärgad duvhök
Tvåfärgad hök (Astur bicolor) är en fågel i familjen hökar inom ordningen hökfåglar.

## Utseende
Tvåfärgad duvhök är grå med rostfärgade "lår". Ungfågeln är gräddvit till ljust roströd undertill. Norterbart är också lysande bärnstensfärgade ögon (gula hos ungfågeln) och långa gula ben. Jämfört med andra hökar skiljer sig tvåfärgad hök genom avsaknad av mörka streck eller tvärband på undersidan.

## Utbredning och systematik
Tvåfärgad duvhök förekommer i skogsbiotoper i sydöstra Mexiko, Centralamerika, och norra och centrala Sydamerika, så långt söderut som norra Argentina. Dock förekommer den inte på höjder över 2 700 meter över havet, som i de högsta områdena i Anderna. Arten delas in i följande underarter:
- bicolor/fidens-gruppen
  - fidens – förekommer i låglänta områden i södra Mexiko (Oaxaca, Veracruz och Yucatánhalvön)
  - bicolor – förekommer från sydöstra Mexiko (Yucatánhalvön) till Guyana, Brasilien och nordvästra Peru
- pileatus/guttifer-gruppen
  - pileatus – förekommer från Brasilien söder om Amazonas till nordöstra Argentina
  - guttifer – förekommer i Bolivia till Paraguay, sydvästra Brasilien (Mato Grosso) och norra Argentina

Chileduvhöken (A. chilensis) kategoriserades ofta tidigare som en underart till tvåfärgad hök men urskiljs numera vanligen som egen art.

### Släktskap och släktestillhörighet
Genetiska studier visar att tvåfärgad hök duvhök är nära släkt med trastduvhök och den hotade kubaduvhöken. Dessa står i sin tur nära duvhöken med släktingar. Tillsammans utgör de systergrupp till kärrhökarna i Circus, och är alltså närmare släkt med dem än typarten för Accipiter, sparvhöken. För att kärrhökarna ska kunna behållas i ett eget släkte delas därför Accipiter delas upp i flera mindre släkten, däriblamd Astur.

## Levnadssätt
Tvåfärgad duvhök hittas i tropiska skogar i fuktiga låglänta områden. Den kretsflyger inte som många andra hökar och kan därför vara svår att få syn på. Fågeln påträffas ofta sittande tyst i mellersta och övre skikten i skogen eller i skogsbryn. 

## Status
IUCN kategoriserar arten som livskraftig. Den är generellt ovanlig, men är trots detta den vanligaste arten inom sitt släkte över merparten av sitt utbredningsområde.